# Nizina Kurańska
Nizina Kurańska (Nizina Kuro-Arakszańska, ros. Кура-Араксинская низменность) – nizina we wschodnim Azerbejdżanie, położona między Kaukazem na północy a Małym Kaukazem i Tałyszem na południu. Nizina powstała przez wypełnienie obniżenia tektonicznego osadami aluwialnymi Kury i jej dopływu Araksu. Wschodnia część niziny, nad Morzem Kaspijskim, stanowi depresję położoną do 25 m p.p.m. Wznosi się ku zachodowi do wysokości 200 m n.p.m. Na Nizinie Kurańskiej panuje klimat podzwrotnikowy suchy. Porasta ją roślinność stepowa i półpustynna. Na części jej obszaru prowadzi się sztuczne nawadnianie, uprawia się bawełnę, drzewa owocowe i winorośl.
Rzeki Kura i Araks dzielą Nizinę Kurańską na trzy mniejsze jednostki:
- Nizinę Szyrwańską (lub Step Szyrwański) – na północ od Kury,
- Nizinę Milską (Step Milski) – między Kurą a Araksem,
- Nizinę Mugańską (Step Mugański) i Nizinę Lenkorańską – na południe od Kury i Araksu.

Zobacz też: kultura kuro-arakszańska